# Głuszyca (gromada)
Głuszyca – dawna gromada, czyli najmniejsza jednostka podziału terytorialnego Polskiej Rzeczypospolitej Ludowej w latach 1954–1972.
Gromady, z gromadzkimi radami narodowymi (GRN) jako organami władzy najniższego stopnia na wsi, funkcjonowały od reformy reorganizującej administrację wiejską przeprowadzonej jesienią 1954 do momentu ich zniesienia z dniem 1 stycznia 1973, tym samym wypierając organizację gminną w latach 1954–1972.
Gromadę Głuszyca z siedzibą GRN w Głuszycy (wówczas wsi) utworzono – jako jedną z 8759 gromad na obszarze Polski – w powiecie wałbrzyskim w woj. wrocławskim, na mocy uchwały nr 30/54 WRN we Wrocławiu z dnia 2 października 1954. W skład jednostki wszedł obszar dotychczasowej gromady Głuszyca oraz obszar o powierzchni 110 ha z dotychczasowej gromady Jedlinka (który nie wszedł w skład nowej gromady Jedlina Zdrój) ze zniesionej gminy Głuszyca w tymże powiecie. Dla gromady ustalono 27 członków gromadzkiej rady narodowej.
13 listopada 1954, po pięciu tygodniach, gromadę Głuszyca zniesiono w związku z nadaniem jej statusu osiedla. 18 lipca 1962 osiedle Głuszyca otrzymało status miasta. 1 stycznia 1973 powiecie wałbrzyskim reaktywowano gminę Głuszyca.